# David Modic
David Modic, slovenski psiholog, * 1973, Ljubljana.
Modic je zaključil srednjo šolo v Ljubljani leta 1992 na Gimnaziji Vič kot računalniški tehnik. Iz socialne pedagogike je diplomiral leta 1999 na Pedagoški fakulteti v Ljubljani. Podiplomski študij je nadaljeval na Univerzi v Exetru, kjer je leta 2013 doktoriral iz psihologije.